# Fußball auf den Färöern

Logo des färöischen Fußballverbandes Fótbóltssamband Føroya

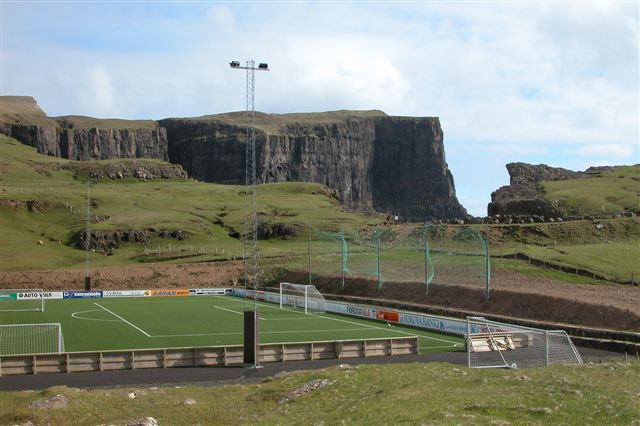
Der regionale Fußballplatz von Vágur inmitten einer typisch färöischen Landschaft.

Der Fußball auf den Färöern wird international durch die färöische Fußballnationalmannschaft repräsentiert. Der nationale Verband heißt Fótbóltssamband Føroya (FSF), das FIFA-Kürzel ist FRO. International weniger bekannt ist die färöische Fußballnationalmannschaft der Frauen.
Der FSF wurde am 13. Januar 1979 gegründet und trat 1988 der FIFA bei. Am 18. April 1990 wurde er in die UEFA aufgenommen. Seit 1992 spielen Mannschaften der Färöer in den europäischen Klubwettbewerben der UEFA mit. Nur die Landesteile des Vereinigten Königreichs (England, Nordirland, Schottland und Wales) sowie das britische Überseegebiet Gibraltar genießen neben den Färöern das Recht, trotz fehlender staatlicher Souveränität Mitglied der UEFA zu sein.
Der FSF ist darüber hinaus Mitglied des Färöischen Sportverbandes (Ítróttasamband Føroya – ÍSF) und des Nationalen Olympischen Komitees der Färöer (Olympiska Nevnd Føroya – ONF).
Die 1. Liga der Männer heißt seit 2018 Betrideildin, die 1. Liga der Frauen ebenfalls.
In der UEFA-Fünfjahreswertung werden die Färöer zum Ende der Europapokalsaison 2017/18 bei den Männern auf Platz 51 von 55 Nationen geführt, bei den Frauen auf Platz 39 von 49.

## Mitgliedsvereine des FSF
Dem FSF gehören 20 aktive färöische Vereine an, darunter folgende Erstligisten (Stand: 2018):
Männer:
- AB Argir
- B36 Tórshavn
- EB/Streymur
- HB Tórshavn
- ÍF Fuglafjørður
- KÍ Klaksvík
- NSÍ Runavík
- Skála ÍF
- TB/FC Suðuroy/Royn
- Víkingur Gøta

Frauen:
- B36 Tórshavn
- B68 Toftir
- EB/Streymur/Skála
- HB Tórshavn
- ÍF/Víkingur
- KÍ Klaksvík

Die meisten Klubs haben B-, C- oder D-Mannschaften, die in den unteren Ligen spielen. Der Aufstieg einer zweiten Mannschaft ist bis zur zweiten Liga möglich, sofern die erste Mannschaft in der höchsten Liga spielt.

## Vorgeschichte

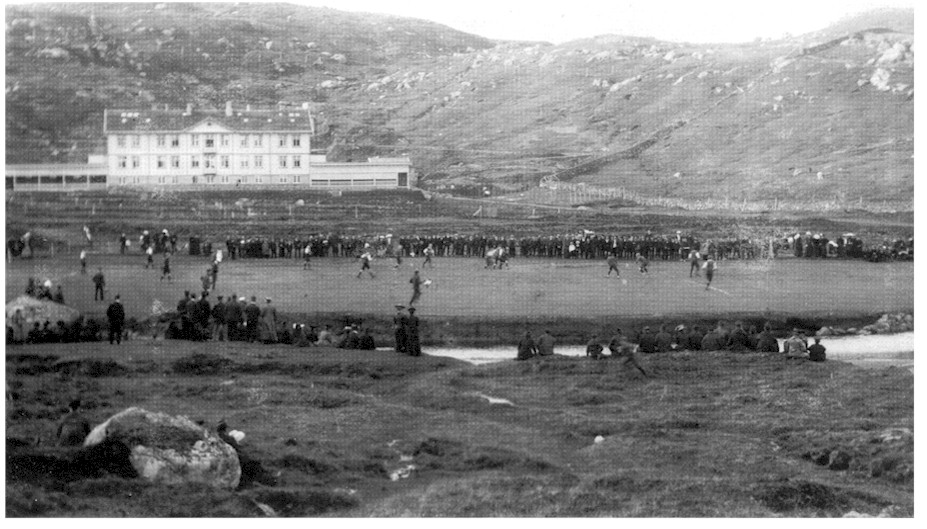
Erstes dokumentiertes färöisches Fußballspiel zwischen HB Tórshavn und TB Tvøroyri (1909).

Der färöische Fußball wurde nach Ansicht der Historiker 1889 durch den Studenten Poul Effersøe begründet, als er nach Abschluss seines Studiums in Dänemark auf die Färöer mit einem Fußball im Gepäck zurückkehrte. 1892 wurde auf seine Initiative hin der TB Tvøroyri gegründet. Die beiden ewigen Rivalen in der ersten Liga, HB Tórshavn und KÍ Klaksvík, wurden 1904 gegründet, erst 2009 stieg KÍ erstmals in die zweite Liga ab. Schon 1905 folgten die Gründungen von MB Miðvágur, SÍ Sørvágur und VB Vágur, 1906 SÍF Sandavágur, 1913 EB Eiði, 1923 Royn Hvalba, 1926 GÍ Gøta, 1928 LÍF Leirvík, 1936 B36 Tórshavn, 1940 SÍ Sumba. Ab 1930 gab es „Länderspiele“ gegen die Nachbarinseln Island, Shetlands und die Orkney-Inseln.
Färöische Meisterschaften werden seit 1942 ausgetragen. Vorher hatten die Spiele den Charakter von Freundschaftsspielen zu Volksfesten und dergleichen. Seit 1985 gibt es eine nationale Frauenliga. Die 1. und 2. Herrenliga beschäftigt heute professionelle Trainer. Die Spieler selber sind Halbprofis, gelten als Amateure.
Nach dem Zweiten Weltkrieg wurden folgende Vereine gegründet: 1946 ÍF Fuglafjørður, 1957 NSÍ Runavík, 1965 Skála ÍF, 1962/68 B68 Toftir, 1968 NÍF Nólsoy (seit 2010 als FF Giza), 1970/71 B71 Sandur, 1973 AB Argir, 1975 Fram Tórshavn (ab 2009 als FC Hoyvík), 2004 FS Vágar (ab 2007 07 Vestur), 2006 Undrið FF (bis 2009 als Undri FF) und 2009 Ravnur FC.

## Mythos FIFA-Ausnahme-Regel
Lange geisterte die Geschichte umher, dass auf den Färöern bei einem Strafstoß ein dritter Spieler zu Hilfe kommen darf, um den Ball festzuhalten, damit dieser bei hohen Windstärken auf dem Elfmeterpunkt liegen bleibt. Dies wurde mittlerweile widerlegt.

## Schiedsrichter
In der Regel leiten einheimische Schiedsrichter die Spiele. Seit 2005 werden bei den Männern in jeder Saison einzelne Spiele von ausländischen Schiedsrichtern gepfiffen, welche ausschließlich aus den nordischen Ländern stammen. Dänemark betreffend war dies bereits zu Beginn der Liga der Fall. In unteren Ligen sind zudem Schiedsrichter aus anderen Ländern Europas im Einsatz.
Alex Troleis ist seit 2015 offizieller FIFA-Schiedsrichter, Kári á Høvdanum seit 2018. Weitere Schiedsrichter auf FIFA-Ebene waren Lassin Isaksen (1996 bis 2006) sowie Petur Reinert (2007 bis 2017).

## Bekannte Spieler
Es gibt nur wenige färöische Spieler, die den Sprung in ausländische Ligen schafften und somit zu einer größeren Bekanntheit gelangten. Das Hauptziel für die meisten ist zunächst Dänemark, zu dessen Königreich die Färöer gehören. Einige Spieler wie Christian Holst, Daniel Udsen, Johan Byrial Hansen oder Claus Bech Jørgensen wurden in Dänemark geboren und spielten zu Beginn ihrer Karriere auch nur dort. Eine Ausnahme bildet hierbei Stürmer Todi Jónsson, ehemaliger Rekordtorschütze der Nationalmannschaft, welcher zwar in Dänemark geboren wurde, jedoch zunächst auf den Färöern Fußball spielte. Aber auch der auf den Färöern geborene Torwart Jákup Mikkelsen konnte in der dänischen Superliga Fuß fassen.
In den letzten Jahren zogen einige Spieler auch das Interesse englischer Clubs auf sich, wobei die meisten davon nicht über die Rolle von Probeverträgen hinauskamen. Als einer der wenigen erhielt Jóan Símun Edmundsson einen Profivertrag bei Newcastle United, spielte als Leihgabe an einen anderen Verein jedoch ausschließlich unterklassig. Als erster färöischer Spieler überhaupt debütierte Torwart Gunnar Nielsen 2010 für Manchester City in der Premier League. Edmundsson spielt seit der Saison 2018/19 für den Zweitligisten Arminia Bielefeld und wurde somit erster Färinger im deutschen Profifußball. Nach dem Aufstieg mit Arminia Bielefeld hatte Edmundsson am 26. September 2020 seinen ersten Einsatz in der Bundesliga und traf wenige Minuten nach seiner Einwechslung zum 1:0 für die Arminia.
Andere Ziele färöischer Spieler waren neben Schottland hauptsächlich Norwegen und Island. Während Torwart Jens Martin Knudsen unter anderem in Schottland und Island spielte, waren zum Beispiel Julian S. Johnsson und Rógvi Jacobsen, Rekordtorschütze der Nationalmannschaft, in Norwegen und Island aktiv. Auch Rekordnationalspieler Fróði Benjaminsen spielte ein Jahr in Island.
Bei den Frauen zog es ebenfalls einige nach Dänemark. Als Erste erhielt jedoch Torhüterin und damalige Rekordnationalspielerin Randi Wardum 2008 einen Erstligavertrag in Island bei Valur Reykjavík. Mona Breckman erhielt als erste Spielerin eines kontinentaleuropäischen Vereins einen Vertrag und spielte 2010 für den Karlsruher SC. Die erfolgreichste Torschützin ist Rannvá Andreasen, welche gemeinsam mit Wardum und Malena Josephsen ebenfalls Rekordnationalspielerin war.

## Nationale Wettbewerbe
Die Färöer mit ihren rund 48.000 Einwohnern haben etwa 5.000 aktive Fußballerinnen und Fußballer. Dementsprechend viele Wettbewerbe gibt es:
| Meisterschaften    | Meisterschaften     | Pokale             | Pokale           |
| Männer             | Frauen              | Männer             | Frauen           |
| ------------------ | ------------------- | ------------------ | ---------------- |
| Betrideildin       | Betrideildin        | 1.–4. Deild        | 1. + 2. Deild    |
| 1. Deild           | 1. Deild            | U-19 „Unglingar“   | U-17 „Gentur“    |
| 2. Deild           | U-17 „Gentur“       | U-16 „Dreingir“    | U-14 „Smágentur“ |
| 3. Deild           | U-14 „Smágentur“    | U-14 „Smádreingir“ |                  |
| Senioren           | U-12 „Gentur 10–12“ |                    |                  |
| U-19 „Unglingar“   | U-10 „Pinkur“       |                    |                  |
| U-16 „Dreingir“    |                     |                    |                  |
| U-14 „Smádreingir“ |                     |                    |                  |
| U-12 „Piltar“      |                     |                    |                  |
| U-10 „Smápiltar“   |                     |                    |                  |

### Meisterschaft
| Ebene | Spielklasse                                  | Spielklasse                                  | Spielklasse                                  |
| ----- | -------------------------------------------- | -------------------------------------------- | -------------------------------------------- |
| 1     | Betrideildin 10 Vereine 2 Absteiger          | Betrideildin 10 Vereine 2 Absteiger          | Betrideildin 10 Vereine 2 Absteiger          |
| 2     | 1. Deild 10 Vereine 2 Aufsteiger 2 Absteiger | 1. Deild 10 Vereine 2 Aufsteiger 2 Absteiger | 1. Deild 10 Vereine 2 Aufsteiger 2 Absteiger |
| 3     | 2. Deild 10 Vereine 2 Aufsteiger 2 Absteiger | 2. Deild 10 Vereine 2 Aufsteiger 2 Absteiger | 2. Deild 10 Vereine 2 Aufsteiger 2 Absteiger |
| 4     | 3. Deild Bólkur A 6 Vereine 0–1 Aufsteiger   | 3. Deild Bólkur B 6 Vereine 0–1 Aufsteiger   | 3. Deild Bólkur C 6 Vereine 0–1 Aufsteiger   |

Seit 1942 wird bei den Herren die färöische Meisterschaft ausgespielt, Die Liga wurde nach und nach aufgestockt, mittlerweile spielen regelmäßig zehn Mannschaften in der Regel zwischen März und Oktober eines Kalenderjahres um den Titel, wobei diese jeweils drei Mal aufeinandertreffen. Rekordmeister ist mit 23 Erfolgen HB Tórshavn vor KÍ Klaksvík mit 17 Erfolgen. In der zweiten Liga spielen seit 2006 ebenfalls zehn Mannschaften drei Mal pro Saison gegeneinander, in der dritten Liga weiterhin nur zwei Mal. Die vierte Liga ist in drei Staffeln aufgeteilt, wobei die Aufsteiger in einer zusätzlichen Runde ermittelt werden.
Bei den Frauen wird die Meisterschaft erst seit 1985 ausgetragen. Im Gegensatz zu den Herren wurde die Anzahl der Teilnehmer im Laufe der Jahre immer weiter reduziert, bis es 2012 zur Aufstockung auf ebenfalls zehn Mannschaften kam. Mittlerweile sind jedoch nur noch sechs Mannschaften vertreten. Diese spielen in der Regel zwischen April und September eines Kalenderjahres jeweils vier Mal gegeneinander. KÍ Klaksvík ist Rekordsieger mit 18 Titeln vor HB Tórshavn mit sieben Erfolgen. In der zweiten Liga wurde 2018 mit acht Mannschaften gespielt, darunter befanden sich drei B-Teams.

### Landespokal
Seit 1955 wird bei den Herren um den färöischen Pokal gespielt. Der Modus wechselte mehrmals und anfangs waren nur Erstligisten zur Teilnahme berechtigt. Seit 2005 wird der Pokal nur noch im reinen K.-o.-System unter allen gemeldeten Mannschaften ausgespielt. Rekordsieger ist hierbei HB Tórshavn mit 26 Titeln vor GÍ Gøta, KÍ Klaksvík und B36 Tórshavn mit jeweils sechs Titeln.
Die Frauen haben erstmals 1990 den Pokalsieger ermittelt und spielen diesen wie bei den Männern im reinen K.-o.-System aus. Von 1996 bis 1998 gab es ebenfalls kurzzeitig eine Gruppenphase. KÍ Klaksvík gewann bisher 14 Mal den Titel, B36 Tórshavn sechs Mal.

### Supercup
Seit 2007 wird bei den Männern regelmäßig der Supercup zwischen dem Pokalsieger und dem Meister in einem einzigen Spiel mit Verlängerung und Elfmeterschießen ausgetragen. Dieses findet in der Regel am Anfang der Saison vor allen anderen Pokal- und Ligaspielen statt. Víkingur Gøta konnte den Pokal fünf Mal gewinnen, EB/Streymur drei Mal.

## Internationale Wettbewerbe

### Nationalmannschaft
Die färöische Nationalmannschaft der Männer trug bereits 1930 erste inoffizielle Länderspiele aus, 1988 folgten nach dem FIFA-Beitritt die ersten offiziellen Spiele. Die Island Games konnten zwei Mal gewonnen werden, größter Erfolg war jedoch 1990 der 1:0-Sieg bei der EM-Qualifikation gegen Österreich. Eine Qualifikation für Europa- oder Weltmeisterschaften gelang indes noch nie. Im Juniorenbereich konnte sich die U-17 für die U-17-Europameisterschaft 2017 qualifizieren.
Bei den Frauen wurden die ersten inoffiziellen Spiele 1986 abgehalten. Nach einer längeren Spielpause bis 1995 gelang in diesem Jahr auch der erste Sieg durch ein 1:0 gegen Wales. Bei Europameisterschaften kam die Nationalmannschaft nie über die Qualifikation hinaus, an der Qualifikation zur Weltmeisterschaft wurde erstmals 2013 teilgenommen.

### Europapokal
Seit der Europapokalsaison 1992/93 spielen auch die färöischen Männervereine in internationalen Wettbewerben, den ersten Punkt erreichte B36 Tórshavn direkt in der Auftaktsaison mit einem 1:1 gegen FC Avenir Beggen im Europapokal der Pokalsieger. In der Summe stehen nur wenige Erfolge zu Buche. HB Tórshavn gelang es als erster Mannschaft, 1993/94 in die Hauptrunde dieses Wettbewerbs vorzudringen, profitierte jedoch auch vom Nichtantritt des Gegners RAF Jelgava im Rückspiel. In der UEFA Europa League 2014/15 erreichte Víkingur Gøta nach Siegen gegen FC Daugava Daugavpils und Tromsø IL als erster färöischer Verein die dritte Qualifikationsrunde. EB/Streymur gelang 2013/14 mit einem 5:1 gegen FC Lusitanos in der Champions-League-Qualifikation der höchste Sieg. Die höchste Niederlage kassierte HB Tórshavn 1995 mit 0:10 gegen Tromsø IL im UI-Cup.
Bei den Frauen war Serienmeister KÍ Klaksvík international von 2001/02 bis 2017/18 der einzige europäische Verein, der an allen Austragungen der UEFA Women’s Champions League teilnahm, in der Spielzeit 2018/19 war EB/Streymur/Skála erstmals vertreten. In der ersten Saison 2001/02 gelang KÍ Klaksvík mit einem 2:1 gegen USC Landhaus Wien im UEFA Women’s Cup der erste Sieg. Gegen UMF Stjarnan gab es 2017/18 mit einem 0:9 die höchste Niederlage, 2012/13 wurde mit einem 11:1 gegen KS Ada der höchste Sieg erzielt.

### Atlantic Cup
1998 wurde erstmals ein Freundschaftsspiel zwischen den amtierenden färöischen und isländischen Meistern ausgetragen. Aufgrund positiver Resonanz kam es ab 2002 zu jährlichen Begegnungen beider Meister. Die Spiele wurden abwechselnd auf den Färöern sowie auf Island ausgetragen und fanden stets im April statt. 2007 musste die Begegnung aufgrund finanzieller Probleme abgesagt werden, das letzte offizielle Spiel fand 2008 statt. In den insgesamt sieben stattgefundenen Partien gab es stets unterschiedliche Sieger. Von den Färöern konnten HB Tórshavn (2004) und B36 Tórshavn (2006) den Wettbewerb gewinnen, fünf Mal war der isländische Vertreter erfolgreich.